# احتلال قوات المحور لليونان
احتلال اليونان من قبل دول المحور ((باليونانية: Η Κατοχή)‏, I Katochi، تعني «الاحتلال») بدأت في أبريل 1941 بعد أن غزت ألمانيا النازية اليونان لمساعدة حليفها، إيطاليا الفاشية ، التي كانت في حالة حرب مع اليونان من قوات الحلفاء منذ أكتوبر 1940. بعد احتلال جزيرة كريت، احتلت اليونان بالكامل في يونيو 1941. واستمر الاحتلال في البر الرئيسي حتى اضطرت ألمانيا وحليفتها بلغاريا إلى الانسحاب تحت ضغط الحلفاء في أوائل أكتوبر عام 1944. ومع ذلك، ظلت الحاميات الألمانية في السيطرة على جزيرة كريت وبعض جزر بحر إيجة الأخري حتى بعد نهاية الحرب العالمية الثانية في أوروبا، والتخلي عن هذه الجزر في مايو ويونيو 1945.
أعلنت إيطاليا الفاشية الحرب في البداية وغزت اليونان في أكتوبر 1940، لكن الجيش اليوناني تمكن في البداية من دفع القوات الغازية نحو ألبانيا المجاورة، التي كانت محمية تابعة لإيطاليا في ذلك الحين. تدخلت ألمانيا النازية بجانب حليفتها في جنوب أوروبا. في حين كان معظم الجيش اليوناني مشوشًا على الجبهة الألبانية لصد الهجمات المضادة الإيطالية التي لا هوادة فيها، بدأت حملة الحرب الخاطفة الألمانية السريعة في أبريل 1941، وبحلول يونيو (تزامنًا مع غزو كريت) هُزمت اليونان واحتُلت. نُفيت الحكومة اليونانية، وأُنشئت حكومة «دمية» متواطئة مع حلف المحور في البلاد. إضافةً إلى ذلك، قُسمت أراضي اليونان إلى مناطق احتلال تديرها قوات حلف المحور، إذ شرع الألمان بإدارة أهم مناطق البلاد بأنفسهم، بما في ذلك أثينا وسلانيك والجرز الإيجية الاستراتيجية. أُعطيت مناطق أخرى من البلاد لشركاء ألمانيا مثل إيطاليا وبلغاريا.
دمر الاحتلال الاقتصاد اليوناني وأحدث مصاعب رهيبة للسكان المدنيين اليونانيين. تعرض جزء كبير من اليونان لتدمير هائل في الصناعة (دُمر 80% منها)، والبنية التحتية (دُمر 28% منها)، والموانئ والطرق والسكك الحديدية والجسور (دُمر 90% منها)، والغابات والموارد الطبيعية الأخرى (دُمر 25% منها) وخسارة في أرواح المدنيين (من 7.02% إلى 11.17% من مواطنيها). توفي أكثر من 40,000 مدني في أثينا وحدها نتيجة المجاعة، ومات عشرات الآلاف من الانتقام الذي نفذه النازيون والمتواطئون.
أُبيد السكان اليهود في اليونان تقريبًا. نجا نحو 11,000 إلى 12,000 فقط من بين السكان اليهود البالغ عددهم قبل الحرب من 75,000 إلى 77,000، وذلك إما بالانضمام إلى المقاومة أو الاختباء. رُحّل معظم أولئك الذين لقوا حتفهم إلى معكسر أوشفيتز بيركينو، في حين أُرسل أولئك الذين في تراقيا، تحت الاحتلال البلغاري، إلى معسكر تريبلينكا. لم يُرحِّل الإيطاليون اليهود الذين يعيشون في الأراضي التي يسيطرون عليها، ولكن عندما تولى الألمان السيطرة هناك، رُحّل اليهود الذين يعيشون هناك أيضًا.
تشكلت المقاومة اليونانية في ذات الوقت. شنت جماعات المقاومة هذه حرب عصابات ضد قوات الاحتلال، وحاربت ضد كتائب الأمن المتواطئة معهم، وأنشأت شبكات تجسس كبيرة. بحلول أواخر عام 1943، بدأت مجموعات المقاومة تتقاتل فيما بينها. عندما تحرر البر الرئيسي في أكتوبر 1944، كانت اليونان في حالة استقطاب سياسي شديد، ما أدى إلى اندلاع الحرب الأهلية اليونانية بعد ذلك بوقت قصير. لم تعط الحرب الأهلية اللاحقة الفرصة للعديد من المتواطئين النازيين البارزين للهرب من العقاب فحسب (بسبب معاداتهم للشيوعية)، إنما أصبحوا في نهاية المطاف الطبقة الحاكمة في اليونان ما بعد الحرب، بعد الهزيمة الشيوعية.
قتلت المقاومة اليونانية 21,087 جنديًا من قوات حلف المحور (17,536 ألمانيًا، و2739 إيطاليًا، و1532 بلغاريًا) وأسرت 6463 (2102 ألمانًيا، و2109 إيطاليًا، و2252 بلغاريًا)، مقابل وفاة 20,650 من مناصري اليونان وأسر عدد غير معلوم.

## سقوط اليونان
في ساعات الصباح الأولى من يوم 28 أكتوبر 1940، نبه السفير الإيطالي إيمانويل غرازي رئيس الوزراء اليوناني ايوانيس متاكساس وقدم له بلاغًا نهائيًا. رفض متاكساس البلاغ وغزت القوات الإيطالية الأراضي اليونانية عن طريق ألبانيا التي تحتلها إيطاليا بعد أقل من ثلاث ساعات. (تُعتبر الذكرى السنوية لرفض اليونان الانصياع للبلاغ عطلة رسمية الآن في اليونان). شن رئيس الوزراء الإيطالي بينيتو موسوليني الغزو بمفرده لإثبات أن الإيطاليين يمكن أن يضاهوا النجاحات العسكرية للجيش الألماني وبمفرده لأن موسوليني اعتبر جنوب شرق أوروبا تقع في نطاق النفوذ الإيطالي.
أثبت الجيش اليوناني أنه خصم غير سهل، واستغل بنجاح التضاريس الجبلية في إبيروس. نفذت القوات اليونانية هجومًا مضادًا وأجبروا الإيطاليين على التراجع. بحلول منتصف ديسمبر، احتل اليونانيون ما يقرب من ربع ألبانيا، قبل أن توقف التعزيزات الإيطالية والشتاء القاسي تقدم اليونانيين. في مارس 1941، فشل هجوم مضاد إيطالي كبير. يعتبر التغلب اليوناني الأول على الغزو الإيطالي أول انتصار للحلفاء في أرضهم في الحرب العالمية الثانية، على الرغم أنه انتهى بانتصار دول المحور نتيجة التدخل الألماني. نُشرت 15 من أصل 21 فرقة يونانية ضد الإيطاليين، لذلك كانت ست فرق فقط تواجه هجوم القوات الألمانية في خط متاكساس (بالقرب من الحدود بين اليونان ويوغوسلافيا وبلغاريا) خلال الأيام الأولى من أبريل. تلقت اليونان مساعدة من قوات الكومنولث البريطانية، التي انتقلت من ليبيا وفقًا لأوامر ونستون تشرشل.
في 6 أبريل 1941، جاءت ألمانيا لمساعدة إيطاليا وغزت اليونان عبر بلغاريا ويوغوسلافيا. قاتلت قوات الكومنولث اليونانية والبريطانية لكنها غُلبت. في 20 أبريل، بعد توقف المقاومة اليونانية في الشمال، دخل الجيش البلغاري إلى مدينة تراقيا اليونانية، دون إطلاق رصاصة واحدة، وذلك بهدف استعادة سيطرتها على منفذ بحر إيجة في غرب تراقيا ومقدونيا الشرقية. احتل البلغاريون أراضي بين نهر ستروما وخط التماس الذي يمتد عبر أليسكاندروبولي وسفيلينغراد غرب نهر إفروس. سقطت العاصمة اليونانية أثينا في 27 أبريل، وبحلول 1 يونيو، بعد الاستيلاء على كريت، كانت كل اليونان تحت احتلال حلف المحور. بعد الغزو، هرب الملك جورج الثاني إلى كريت أولاً ثم إلى القاهرة. حكمت حكومة يمينية اسمية يونانية من أثينا، لكنها كانت حكومة «دمية» تابعة للمحتلين.

## الاحتلال الثلاثي
قُسمت الأراضي اليونانية المحتلة بين ألمانيا وإيطاليا وبلغاريا. احتلت القوات الألمانية أكثر المناطق الاستراتيجية أهميةً، وهي أثينا وسلانيك مع مقدونيا الوسطى والعديد من الجزر الإيجية، بما في ذلك معظم جزيرة كريت. في البداية، كان المنطقة الألمانية محكومة من قِبل السفير غونتر ألتنبرغ من وزارة الخارجية الألمانية والمارشال فليلهم لست. منذ عام 1942 فصاعدًا، كانت منطقة الاحتلال الألمانية محكومة من قِبل المفوضَين المشتَركين لجنوب شرق أوروبا، وهما هيرمان نويباشر، والمارشال ألكسندر لوهر. في سبتمبر وأكتوبر 1943، حاول يورغن ستروب، قائد شرطة إس إس المعين حديثًا، تحدي مفوضية نويباشر ولوهر المشتركة وطُرد بسرعة بعد أقل من شهر في العمل. حل والتر شيمانا محل ستروب في منصب قائد لشرطة إس إس في اليونان وكان قادرًا على إقامة علاقة عمل أفضل مع مفوضية نويباشر ولوهر المشتركة.
أصبحت مقدونيا الشرقية وتراقيا تحت الاحتلال البلغاري وضُمتا إلى بلغاريا، التي طالبت بهذه الأراضي منذ فترة طويلة. احتُل الثلثين المتبقيين من اليونان من قِبل إيطاليا، وأُديرت الجزر الأيونية مباشرة باعتبارها أراضي إيطالية. مثّل الكونت بيليغرينو غيغي المصالح الإيطالية في الحكومة اليونانية، بينما قاد الجنرال كارلو فيلوسو الجيش الحادي عشر الذي احتل اليونان. لم تكن العلاقات بين الألمان والإيطاليين جيدة، وكان هناك الكثير من الاشتباكات بين الجنود الألمان والإيطاليين. اقتضت السياسة الألمانية عدم تشجيع العلاقات بين الجنود الألمان والنساء اليونانيات بشدة، إذ خشي القادة الألمان من تمازج الأجناس بين الألمان واليونانيين «الأقل شأنًا» (من وجهة النظر النازية). على النقيض من ذلك، لم يكن لدى الإيطاليين مثل هذه الموانع، ما خلق مشاكل بين ضباط الفيرماخت وشرطة إس إس. اشتكى الضباط الألمان غالبًا أن الإيطاليين كانوا أكثر اهتمامًا بممارسة الجنس من الحرب، وأن الإيطاليين كانوا يفتقرون إلى «الصلابة» لشن حملة ضد العصابات اليونانية لأن العديد من الجنود الإيطاليين لديهم خليلات يونانيات. بعد الاستسلام الإيطالي في سبتمبر 1943، استولى الألمان، الذين هاجموا في كثير من الأحيان الحاميات الإيطالية، على المنطقة الإيطالية. كانت هناك محاولة فاشلة من قِبل البريطانيين للاستفادة من الاستسلام الإيطالي لإعادة دخول بحر إيجة، ما أدى إلى حملة دوديكانيسيا.

## مزيد من الإطلاع
- Doxiades، Constantinos. THE GREEK SACRIFICE IN WORLD WAR II (PDF). مؤرشف من الأصل (PDF) في 2013-08-01. اطلع عليه بتاريخ 2014-12-08.
- Η Μαύρη Βίβλος της Κατοχής/ Schwarzbuch der Besatzung [The Black Book of Occupation] (PDF) (باليونانية والألمانية) (2nd ed.). 2006. ISBN:978-960-89102-1-8. Archived from the original (PDF) on 2016-03-04. Retrieved 2017-06-11. صيانة CS1: لغة غير مدعومة (link)

## روابط خارجية
- The Catastrophe of Salonikan Jewry and the Looting of their Property, online lecture by Dr. Nikos Tzafleris, Postdoctoral Researcher at the جامعة أرسطو, yadvashem.org; accessed 8 December 2014
- Memorandum to the Note to the Greek Government, 6 April 1941, historicalresources.org; accessed 8 December 2014
- Note of the Reich Government to the Greek Government, 6 April 1941, historicalresources.org; accessed 8 December 2014
- Greece during World War II, ww2.gr; accessed 8 December 2014
- Pictures of the German Army in Greece and Greek collaborationists, ethniko.net; accessed 8 December 2014